# Муравский шлях

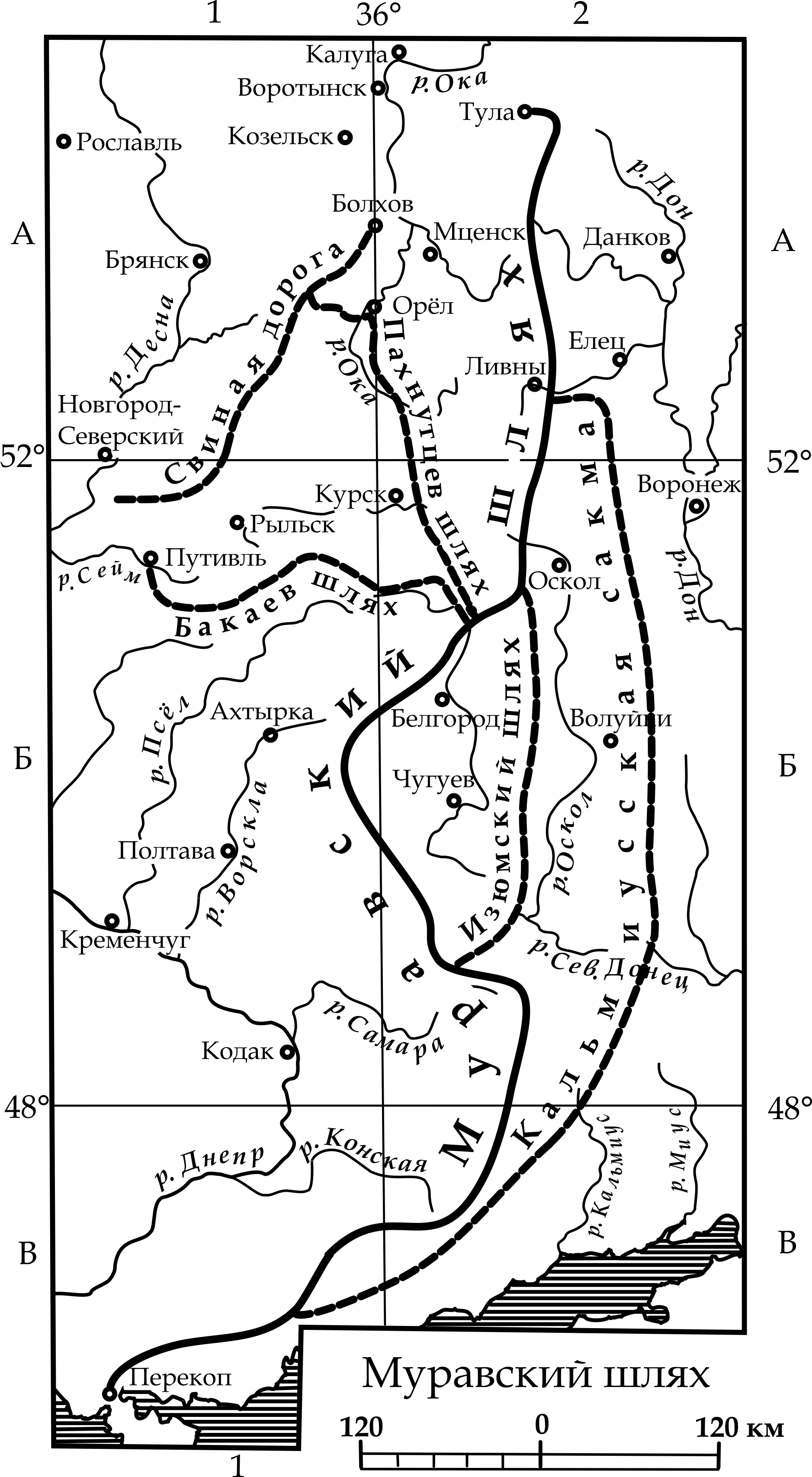
Муравский шлях на примерной схеме шляхов центральной-южной Руси.

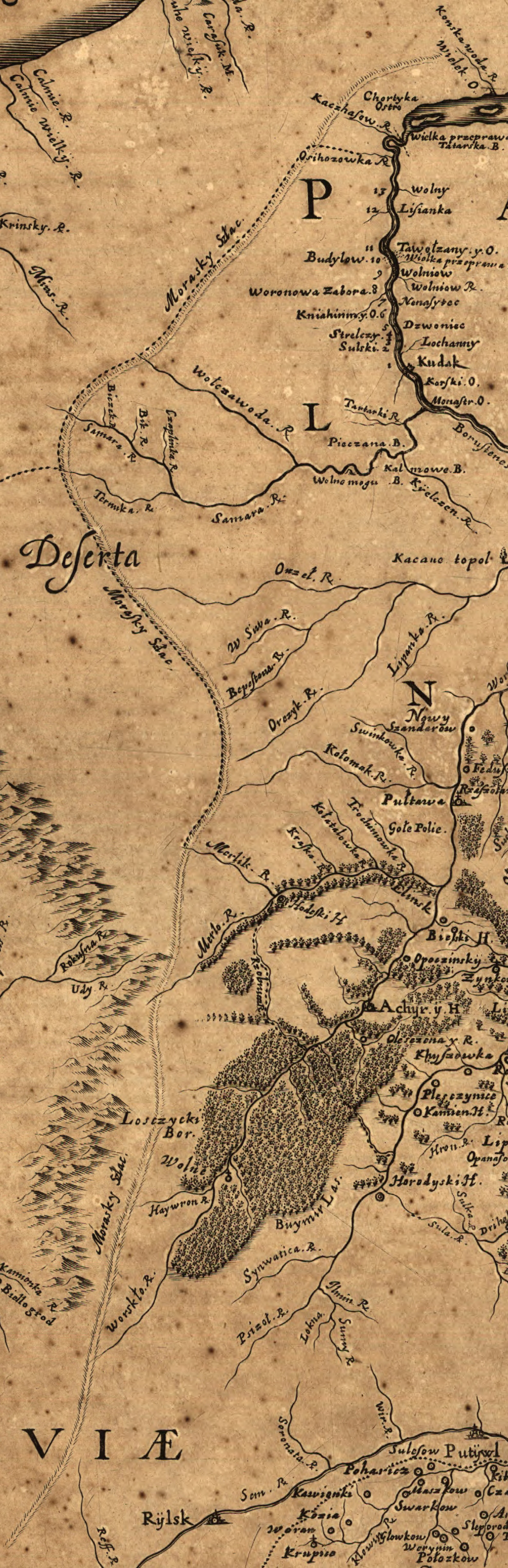
Часть карты Г. де Боплана с Муравским шляхом.

Муравский шлях или Муравская сакма — торговый путь (дорога, шлях, сакма) из север-восточных русских княжеств в северное Причерноморье.
В период борьбы Великого княжества Московского с Крымским ханством главный путь нападения османов, крымских, перекопских татар и ногайцев на Русское государство.

## Описание (маршрут)

### 1-е описание
«Одна дорога шла по левой стороне реки Ворсклы к северо-востоку, между верховьями рек Ворсклы, Северского Донца, Сейма и Оскола и далее шла вдоль правого берега реки Тим. Эта дорога была самая бойкая и сохранила название «Муравской» или «Муравки».

### 2-е описание
Шёл от Перекопа через Дикое поле по водоразделу рек Ворскла, Северский Донец и Сейм, между верховий притоков Оки и Дона через Куликово поле, далее следовал через броды Упы и её притоков до Тулы, где открывалась прямая дорога к Серпухову и переправам через Оку.

### 3-е описание
Западная дорога — Муравская, или Муравский шлях — начиналась у верховьев р. Самары, притока Днепра, и дугой огибала притоки Северского Донца. Далее Муравский шлях проходил по водоразделу Ворскла — Северский Донец, оставляя к востоку крайние русские села и деревни Белгородского уезда. Севернее Белгорода, в степи, у истоков Северского Донца, Псла и Донецкой Сеймицы находился Думчий курган. Здесь была развилка степных дорог. Главная отходила на восток, где у верховьев р. Сейма Муравская дорога соединялась с Изюмской. На запад от Думчего кургана поворачивал между Пслом и Сеймом Бакаев шлях, в северо-западном направлении к верховьям Оки шёл Пахнуцкий шлях.

## Историческая география
Исторически Муравский шлях существовал задолго до его фиксации под этим названием в письменных источниках. Когда с окончанием последнего ледникового периода сформировались речные долины и водоразделы бассейнов рек, близкие по своим очертаниям современным, пути передвижения стадных животных, табунов лошадей, а затем и отрядов кочевников постепенно пришли к тому оптимальному варианту, который просуществовал затем сотни лет.
При перемещении травоядных животных по одному маршруту в течение десятилетий происходил постоянный засев почвы семенами съеденных трав, что вело к формированию специфической растительности в полосе такого воздействия. От окружающего ландшафта такой путь, шириной от сотен метров до нескольких километров, достаточно сильно отличался своим цветом и структурой растительности.
До начала малого ледникового периода в XIV веке, в течение всего малого климатического оптимума степные и лесостепные пути уже получили хорошо сложившуюся структуру и активно использовались разными народами для торговых связей и военных походов. Тогда же произошло формирование и включение в хозяйственный оборот и систему военно-политических связей такого протяжённого географического объекта, как Куликово поле.
Понятия дороги как таковой, в современном понимании, для таких огромных пространств просто не существовало. Были лишь направления, многовариативные пути, более или менее удобные и безопасные для передвижения.
По Книге Большого Чертежа и документам XVI века о станицах и сторожах, Муравский шлях шёл муравой (откуда и его название, другие с этим не согласны, так как трава всюду росла по степям, а Муравским назывался только один шлях, и связывают наименование с топонимами Мерефа, Мурафа), избегая переправ через значительные реки, большей частью по безлюдной степи, окружённый по сторонам высокой травой. Начинался он у Тулы и шёл на Ливны, мимо Белгорода на Молочные воды и в Перекоп. На всем этом протяжении было пять сторожевых станиц.

И голове стояти под Муравским шляхом на реке на Мерле, а розъезду от тое головы быти направо до Кончаковского шляху днища, а ехати к Кончаковскому шляху станице от головы степью, меж Орчика и Коломака к Лихачеву бояраку, а коли надобет, переехати нижние шляхи, и той голове велети ехати станице к Днепру на усть Арели четыре днища; а налево от Мерла быти розъезду через Муравской шлях, да через Обышкинской шлях, да через Шебалинской шлях, да через Совинской шлях, да через Березцкой шлях, и до Соленых озёр на Донец, а переезду от Мерла до Соленых озёр полчетверта днища, а Соленые озера на сей стороне Донца, против Берек пониже Чепеля.
Станичные казаки, в пределах которых тянулся Муравский шлях на расстоянии 200 вёрст, называли его «отвечным, бескрайним». Судя по сообщениям Герберштейна, шляхом ходили московские станичники и в царствование Василия Ивановича. В XVII веке, после возведения крепостей-городов в Слободской Украине, татары стали избегать Муравского шляха и он сделался главным путём для казаков, направлявшихся на набеги в Крым.

## Оценки
Польский историк и археолог З. Глогер считал его природной восточной границей Киевщины. Имел несколько ответвлений — Бакаев шлях, Кальмиусский шлях, Изюмский шлях, Кончаковский шлях и так далее.

## История исследования
Историография Муравского шляха разделяется на дореволюционный, советский и современный периоды.
В дореволюционной историографии господствовали умозрительные представления кабинетных учёных при том, что Муравский шлях существовал вплоть до массовой распашки земель на юге империи во второй половине XIX века. Как правило историки ссылались на Книгу Большого Чертежу даже не пытаясь анализировать её текст или соотнести её данные с точными картами. Такой подход был закреплён в работах историков Платонова и Багалея.
В то же время в дореволюционной историографии предпринимались единичные попытки отдельных авторов (Ловягин, Артемьев, Марков) призвать научное сообщество исследовать Муравский шлях и другие степные дороги в реальности. Наибольшим успехом стало решение предварительного комитета 12-го археологического съезда в Харькове в 1902 году постановившего исследовать татарские шляхи археологически, но эта затея не была реализована из-за недостатка средств.
В советский период все что было связано с историей татарского народа получило негативную оценку. В работе Сыроечковского была утверждена формула о том, что татарские шляхи исследованы в имперский период. При этом давалась ссылка на Книгу Большого Чертежу, работы Платонова и Багалея. Фактически о татарских шляхах было забыто.
В современный период истории России появился ряд новых публикаций основанных как на исследовании источников, так и на работе с картами и полевыми поездками.

## Использование
Муравским шляхом пользовались также московские и польские посольские и купеческие караваны, которые пользовались также такими ответвлениями шляха, как Старый и Новый Посольский, Ромодановский, Сагайдачный и другие. На всем этом протяжении было пять сторожевых станиц. Запорожские казаки, в пределах которых тянулся Муравский шлях на расстоянии 200 вёрст, называли его «отвечным, бескрайним».
За первые пятьдесят лет XVI века было совершено сорок три зафиксированных документами крупных набега.
В 1555 году на Муравском шляхе возле села Судбищи (Сторожевое) произошло знаменитое сражение между семитысячным русским войском под предводительством Ивана Шереметьева и шестидесятитысячным войском Крымского ханства под командованием хана Девлет-Гирея. Русские воины остановили крымцев и заставили их отступить. В сражении погибли около пяти тысяч русских воинов и втрое больше татар. После сражения люди избегали ездить по «нехорошему» месту и трасса шляха была перенесена примерно на пять вёрст восточнее, между современными сёлами Залесное и Дарищи.
Для охраны от нападений крымских татар была возведена Белгородская засечная черта с крепостями — Ливны (1586), Белгород (1589), Оскол (1586), Валуйки (1599) и другие. После возведения этих крепостей татары стали избегать Муравского шляха; зато он сделался главным путём для казаков, направлявшихся в Крым.

... для защищения Святых Божиих церквей и целости и покою христианского от бусурманских татарских безвестных приходов на поле построить Черту, и от Крымские стороны через Муравскую и Кальмиюскую Сакмы, от реки Псла к реке Дону до Воронежа на 377 верстах, а от Воронежа чрез Нагайские Сакмы вверх по реке Воронежу к Козлову и к Танбову на 205 верстах, а от Танбова до реки Волги и до Симбирска на 374 верстах, всего на 956 верстах, и по Черте построить городы, а промеж городов по полям земляной вал и рвы и остроги и надолбы, а в лесах засеки и всякие крепости, чтобы на ево государевы Украины теми местами татарского приходу не было. ...— «Выписка в Разряд о построении новых городов и Черты» 1681 года.

## Комментарии
1. ↑  Мурава — трава